# De kluizenaar van Ronceval
De kluizenaar van Ronceval is een stripverhaal uit de reeks van De Rode Ridder. Het is geschreven en getekend door Karel Biddeloo. De eerste albumuitgave was in 1972.

## Het verhaal
Moorse invallers maken Zuid-Europa onveilig en Johan besluit die kant op te reizen. In de Pyreneeën redt hij een herderin uit de handen van drie lichtzinnige broers Alvarez. Het komt tot een treffen en Alvarez broertjes dat met deze noorderling niet te lachen valt. Carmelita is net op tijd het slot van de kloppartij te zien en dankt Johan hartelijk voor deze les. Carmelita is de zus van de Alvarez broertjes. Ze nodigt Johan uit om naar haar burcht te komen.
Carmelita vertelt Johan over het dreigende Moorse gevaar. Op hulp van de edelen uit de buurt moet ze niet rekenen. Johan sluit vriendschap met Jimeno die hem vertelt over de kluizenaar Don Fernando. Hij staat in verband met Roeland, de ridder van de legendarische keizer Karel de Grote die bij de bergpas van Roceval in een Moorse hinderlaag liep. Maar door op zijn hoorn te blazen wist hij Karel te waarschuwen zodat deze nog kon afrekenen met de Moren. Don Fernando houdt zich verborgen bij de bergpas en gelet op de nieuwe Moorse dreiging wil Johan met hem praten.
De ontmoeting verloopt erg stroef. Pas wanneer Johan vertelt van zijn vriendschap met Jimeno draait de kluizenaar bij. Don Fernando voorspelt dat de Moren opnieuw dood en verderf zullen zaaien. Ze zien al een groep vluchtelingen naar het noorden trekken. Johan vraagt om deze mensen onderdak te bieden in de burcht van de Alvarez broertjes. Ze leren de vluchtelingen omgaan met wapens. Er komt zelfs hulp van een jeugdvriend van de Alvarez broers. Hij brengteen legertje boogschutters mee. De andere edelen van de streek blijven echter afzijdig. 
De eerste stormloop van de Moren op de burcht wordt teruggeslagen. De Alvarez broertjes slaan echter aan het drinken en dobbelen omdat het vechten hen niet interesseert. Wanneer de Moren hun zus neerslaan worden ze pas echt boos en slaan ze als woestelingen op de Moren in. Toch verloopt het gevecht in het voordeel van de Moren. Don Fernando blaast op de legendarische hoorn van Roeland. Dan mengt hij zich in de strijd. Vlakbij hebben de overige edelen uit de streek de hoorn ook gehoord. Ze twijfelen, totdat er één opspringt en met zijn ruiters uitrukt naar de Alvarez burcht. De rest volgt dan ook. Ze komen net op tijd en trakteren de Moren op een bloedige nederlaag. Door deze overwinning zijn de verhoudingen in de streek weer hersteld. 
Don Fernando neemt zijn plaats als burchtheer weer in en de Alvarez broers zullen zich voortaan netjes gedragen. Wat Johan betreft, hij zet zijn zwerftocht voort.